# Бюрегаван
Бюрегава́н (арм. Բյուրեղավան) — город в Армении в Котайкской области. 

## История
Как селение основан в 1945 году. С 1945 по 1974 г. посёлок назывался "Арзни". В городе имеется завод хрусталя, собственно от которого и получил своё название - "Бюрегаван". ("Бюрег" - означает Кристал, "аван" - означает "Посёлок". В 1974 году, посёлок получил статус "Посёлок городского типа" и был переименован в "Бюрегаван". В 1994 году, Бюрегаван получил статус города, решением Национального Собрания Республики Армения (Парламент).  В советское время Бюрегаван был крупным промышленным центром. Работали АХЗ (Армянский хрустальный завод), Завод по переработке мрамора, Завод минеральных вод "Арзни", Домостроительный комбинат, Геологическая разведка. Город находится в курортной зоне санатория Арзни. Из города видны горы Арарат, Атис, Арагац, Ара. Рядом с городом, в ущелье течёт река Раздан ( в прошлом Зангу).
С 2008 года мэром города является Акоп Баласян.

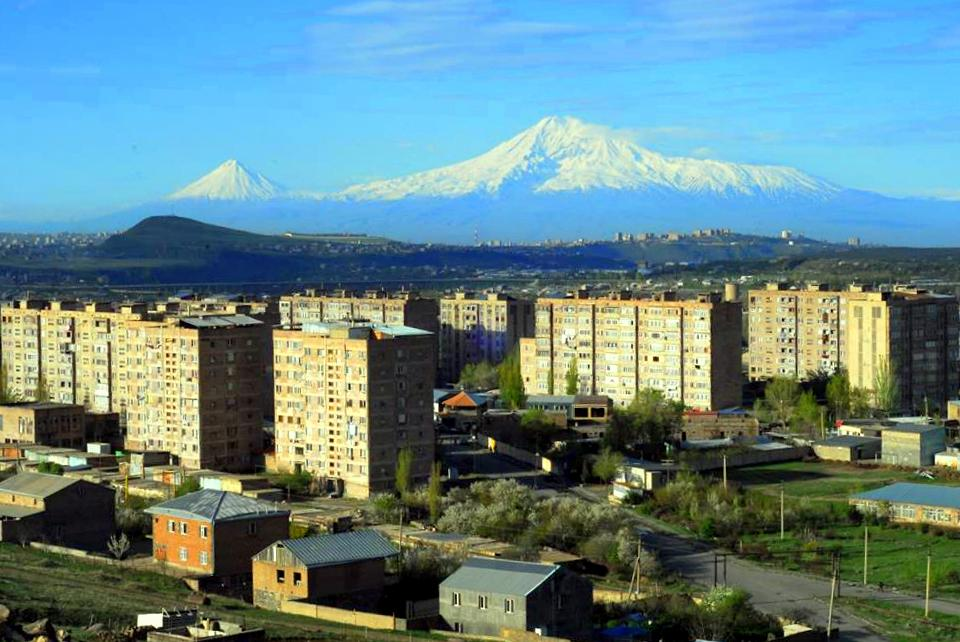
Общий вид города на фоне священной горы Арарат